# John James (tennista)
John James (Adelaide, 7 marzo 1951) è un ex tennista australiano.

## Carriera
In carriera ha vinto due titoli di doppio, l'Australian Hard Court Championships nel 1980 e il South Australian Open nel 1981. Nei tornei del Grande Slam ha ottenuto il suo miglior risultato agli Australian Open raggiungendo le semifinali di doppio nel 1979, in coppia con il connazionale Terry Rocavert.

## Statistiche

### Singolare

#### Finali perse (1)
| Numero | Anno           | Torneo                                     | Superficie | Avversario in finale | Punteggio     |
| 1.     | 16 luglio 1978 | Hall of Fame Tennis Championships, Newport | Erba       | Bernard Mitton       | 1–6, 6–3, 6–7 |

### Doppio

#### Vittorie (2)
| Numero | Anno            | Torneo                                      | Superficie | Compagno     | Avversari in finale         | Punteggio |
| 1.     | 6 gennaio 1980  | Australian Hard Court Championships, Hobart | Cemento    | Chris Kachel | Phil Davies Brad Guan       | 6–4, 6–4  |
| 2.     | 11 gennaio 1981 | South Australian Open, Adelaide             | Erba       | Colin Dibley | Eddie Edwards Craig Edwards | 6–3, 6–4  |

### Doppio

#### Finali perse (7)
| Numero | Anno             | Torneo                                     | Superficie  | Compagno         | Avversari in finale          | Punteggio     |
| 1.     | 6 novembre 1976  | Dewar Cup, Londra                          | Sintetico   | John Feaver      | David Lloyd John Lloyd       | 4–6, 6–3, 2–6 |
| 2.     | 30 ottobre 1977  | Swiss Indoors, Basilea                     | Sintetico   | John Feaver      | Mark Cox Buster Mottram      | 5–7, 4–6, 3–6 |
| 3.     | 5 agosto 1978    | Louisville Open, Louisville                | Terra rossa | Victor Amaya     | Wojciech Fibak Víctor Pecci  | 4–6, 7–6, 4–6 |
| 4.     | 18 febbraio 1979 | Sarasota Grand Prix, Sarasota              | Sintetico   | Keith Richardson | Steve Krulevitz Ilie Năstase | 6–7, 3–6      |
| 5.     | 15 luglio 1979   | Hall of Fame Tennis Championships, Newport | Erba        | Chris Kachel     | Robert Lutz Stan Smith       | 4–6, 6–7      |
| 6.     | 14 ottobre 1979  | Brisbane International, Brisbane           | Erba        | Chris Kachel     | Ross Case Geoff Masters      | 6–7, 2–6      |
| 7.     | 6 aprile 1980    | Palm Harbor Open, Palm Harbor              | Cemento     | Steve Docherty   | Paul Kronk Paul McNamee      | 4–6, 5–7      |